# Yoshiharu Arino
Yoshiharu Arino (jap. 有野 美治 Arino Yoshiharu; * 15. August 1980 in Tokio) ist ein ehemaliger japanischer Shorttracker.

## Werdegang
Arino trat international erstmals bei den Juniorenweltmeisterschaften 1999 in Montreal in Erscheinung, wobei er den 21. Platz im Mehrkampf errang. In der Saison 1999/2000 belegte er bei den Juniorenweltmeisterschaften 2000 in Székesfehérvár den 23. Platz im Mehrkampf und bei den Teamweltmeisterschaften 2000 in Den Haag den sechsten Platz. Im folgenden Jahr gewann er bei der Winter-Universiade in Zakopane die Bronzemedaille mit der Staffel. Auch in der Saison 2002/03 holte er bei den Winter-Asienspielen 2003 in der Präfektur Aomori und bei der Winter-Universiade 2003 in Tarvisio jeweils die Bronzemedaille mit der Staffel. Zudem wurde er bei den Weltmeisterschaften 2003 in Warschau Siebter mit der Staffel. In der folgenden Saison lief er auf den achten Platz in der Weltcupwertung über 1500 m und belegte bei den Weltmeisterschaften 2004 in Göteborg den 29. Platz im Mehrkampf sowie den fünften Rang mit der Staffel. Außerdem errang er bei den Teamweltmeisterschaften 2004 in Sankt Petersburg den fünften Platz. Im Dezember 2004 erreichte er in Saguenay mit dem dritten Platz mit der Staffel seine einzige Podestplatzierung im Weltcup. Sein letztes internationales Rennen absolvierte er bei den Olympischen Winterspielen 2006 in Turin. Dort war er Teil der japanischen Staffel, die aber disqualifiziert wurde.

## Erfolge

### Olympische Spiele
- 2006 Turin: disqualifiziert Staffel

### Shorttrack-Weltmeisterschaften
- 2003 Warschau: 7. Platz Staffel
- 2004 Göteborg: 5. Platz Staffel, 13. Platz 1000 m, 29. Platz Mehrkampf, 43. Platz 1500 m

### Team-Weltmeisterschaften
- 2000 Den Haag: 6. Platz
- 2004 Sankt Petersburg: 5. Platz

## Persönliche Bestleistungen
| Disziplin | Zeit         | Datum            | Ort       |
| --------- | ------------ | ---------------- | --------- |
| 500 m     | 45,383 s     | 16. Januar 1999  | Montreal  |
| 1000 m    | 1:42,380 min | 15. Januar 1999  | Montreal  |
| 1500 m    | 2:18,402 min | 24. Oktober 2003 | Marquette |